# Wi-Fi Protected Setup

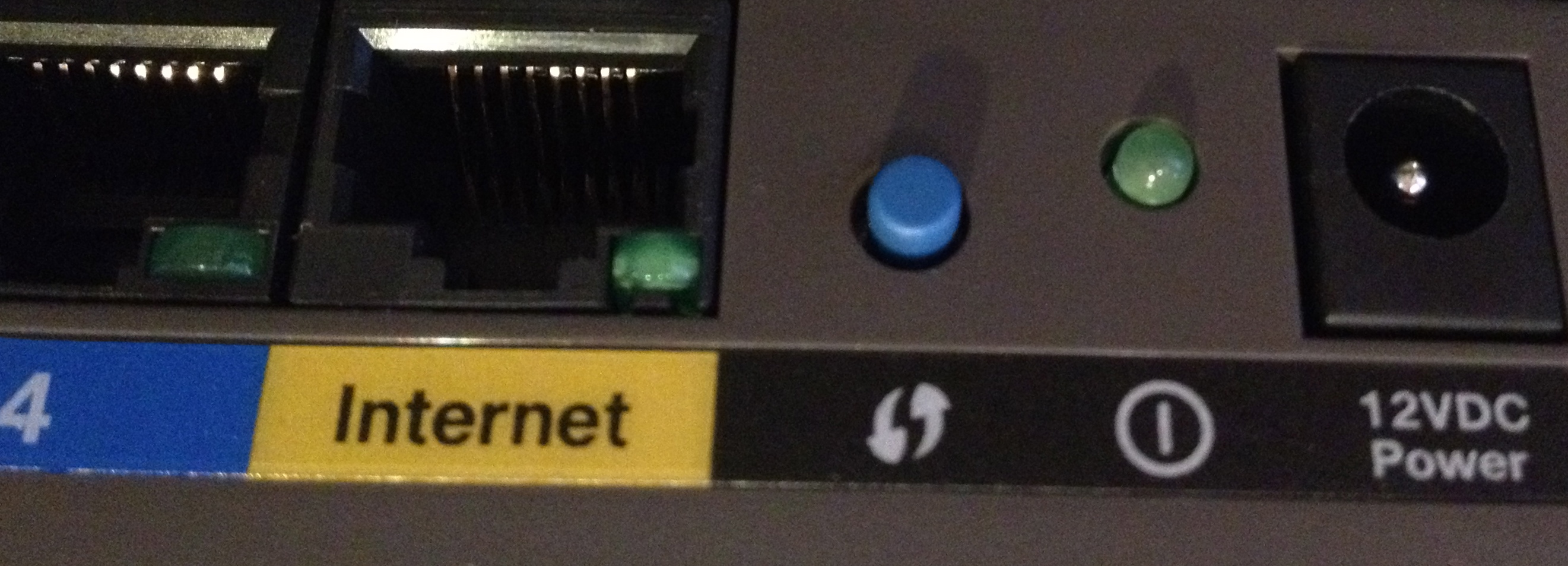
El botón WPS (al centro, azul) en un router wireless

WPS (Wi-Fi Protected Setup) es un estándar de 2007, promovido por la Wi-Fi Alliance para facilitar la creación de redes WLAN. En otras palabras, WPS no es un mecanismo de seguridad de por sí, se trata de la definición de diversos mecanismos para facilitar la configuración de una red WLAN segura con WPA/WPA2 (IEEE_802.11i-2004), pensados para minimizar la intervención del usuario en entornos domésticos o pequeñas oficinas. Concretamente, WPS define los mecanismos a través de los cuales los diferentes dispositivos de la red obtienen las credenciales (SSID y PSK) necesarias para iniciar el proceso de autenticación.

## Arquitectura técnica
WPS define una arquitectura con tres elementos con roles diferentes:
- Registrar (matriculador): dispositivo con la autoridad de generar o revocar las credenciales en la red. Tanto un AP como cualquier otra estación o PC de la red pueden tener este rol. Puede haber más de un Registrar en una red.
- Enrollee (matriculado): dispositivo que solicita el acceso a la red WLAN.
- Authenticator (autenticador): AP funcionando de proxy entre el Registrar y el Enrollee.

## Métodos
WPS contempla cuatro tipos de configuraciones diferentes para el intercambio de credenciales, PIN (Personal Identification Number), PBC (Push Button Configuration), NFC (Near Field Communications) y USB (Universal Serial Bus):
- PIN: tiene que existir un PIN asignado a cada elemento que vaya a asociarse a la red. Este PIN tiene que ser conocido tanto por el Registrar, como por el usuario (Enrollee). Es necesaria la existencia de una interfaz (e.g. pantalla y teclado) para que el usuario pueda introducir el mencionado PIN.
- PBC: la generación y el intercambio de credenciales son desencadenados a partir que el usuario presiona un botón (físico o virtual) en el AP (o en otro elemento Registrar) y otro en el dispositivo. Notar que en el corto lapso de tiempo entre que se presiona el botón en el AP y se presiona en el dispositivo, cualquier otra estación próxima puede ganar acceso a la red.
- NFC: intercambio de credenciales a través de comunicación NFC. La tecnología NFC, basada en RFID permite la comunicación sin hilos entre dispositivos próximos (0 - 20 cm). Entonces, el dispositivo Enrollee se tiene que situar al lado del Registrar para desencadenar la autenticación. De esta manera, cualquier usuario que tenga acceso físico al Registrar, puede obtener credenciales válidas.
- USB: con este método, las credenciales se transfieren mediante un dispositivo de memoria flash (e.g. pendrive) desde el Registrar al Enrollee.

Los métodos PBC, NFC y USB pueden usarse para configurar dispositivos sin pantalla ni teclado (e.g. impresoras, webcams, etc.), pero aunque el estándar contempla NFC y USB, todavía no se certifican estos mecanismos. Actualmente sólo el método PIN es obligatorio en todas las estaciones para obtener la certificación WPS; PBC es obligatorio sólo en APs.

## Vulnerabilidades
Existe un fallo de seguridad que Stefan Viehböck descubrió en diciembre del 2011. Afecta a routers inalámbricos que tienen la función WPS (también llamada QSS), que en dispositivos actuales se encuentra habilitada en forma preestablecida. El fallo permite a un atacante recuperar el PIN WPS y, con él, la clave pre-compartida de la red WPA/WPA2 usando ataques de fuerza bruta en pocas horas. Los usuarios deben deshabilitar la función WPS como solución temporal. Es posible que en algunos dispositivos no pueda realizarse este procedimiento.